# Coregonus hiemalis
Coregonus hiemalis fue una especie de pez de la familia Salmonidae en el orden de los Salmoniformes.

## Distribución geográfica
Se encontraba en Europa: lagos  Bourget (Francia) y  Léman (Francia y Suiza). Fue introducido en el lago Aiguebelette (Francia).